# Somogyi Manó
Somogyi Manó, született Weisz Emánuel (Pest, 1866. július 12. – Budapest, 1928. március 10.) államtudományi doktor, lapszerkesztő, pénzügyminiszteri segédtitkár és egyetemi magántanár.

## Élete
Weisz Sámuel kereskedő és Fürster Róza fia. Jog- és államtudományi tanulmányait a budapesti, berlini és heidelbergi egyetemeken végezte és az ezen egyetemeken fennálló közgazdaságtani szemináriumokban dolgozott. Az államtudományi doktori oklevél megszerzése után a közgazdasági és szociális intézmények tanulmányozása céljából beutazta Nyugat-Európa nagy részét. 1890-ben mint pénzügyi fogalmazó-gyakornok államszolgálatba lépett, 1893-ban fogalmazó, 1900-ban pedig segédtitkár lett. Ugyanazon évben a budapesti jog- és államtudományi karon a szociálpolitikából magántanárrá habilitálták. 1920-ig a pénzügyminisztériumban működött. A munkanélküliség elleni küzdelem egyesületének több alkalommal volt képviselője Párizsban, Genfben és Zürichben.
A Közgazdasági Ismeretek Tárának, A Pallas nagy lexikonának, valamint több szakfolyóirat munkatársa volt. A Lipcsében megjelent Zeitschrift für Geschichte und Literatur der Staatswissenschaftenben több évig ismertette a hazai szakirodalom újabb termékeit és közölte az államtudományi bibliográfia magyar anyagát. Cikkei a Magyar Nemzetgazdában (V. A gyári balesetek, VI. Fényes Elek emléke, VIII. Gyárfelügyelet és munkásviszonyok. IX. Az angol kőszénbányák munkabeszüntetése, A franczia munkás-békéltető bizottságok, A munkás választmányok, Női iparművészeti kiállítás, Nemzetgazdasági irodalmunk stb.)

## Magánélete
Házastársa hliniki Neuberger Sára Olga (1876–1919) volt, dr. Neuberger Ignác és Lord Regina lánya, akivel 1901. március 16-án kötött házasságot Budapesten.

## Munkái
- Az ó-budai hajógyár munkásainak helyzete. Budapest, 1888.
- Die Lage der Arbeiter in Ungarn von hygienischem Standpunkte. Budapest, 1891.
- A munkás-osztalék. (Társadalom-gazdasági tanulmány.) Budapest, 1894. (Ism. Nemzetgazdasági Szemle.)
- A szocziális szövetkezetek Belgiumban. Adalék a szövetkezeti és munkásmozgalom történetéhez. Budapest, 1897.
- Socialpolitikai tanulmányok. Budapest, 1900.
- Báró Dercsényi János a magyar socialpolitika úttörője. Budapest, 1904. (Különnyomat a Társadalompolitikai Közleményekből.)
- A hazai vándoripar és vándorkereskedés. Budapest, 1905. (Különnyom. az Ünnepi dolgozatokból Földes Béla 25 éves jubileumára.)
- A társadalomgazdasági törvények
- A munkapiac a háború után
- Der Arbeitsmarkt nach dem Kriege
- Egy régi magyar szociális politikus: Szokolay István
- A pályaválasztást tanácsadás